# Blanár Béla
Blanár Béla (Kassa, 1866. augusztus 24. – Kassa, 1932. december 31.) történész, politikus, szakíró, tartományi képviselő.

## Élete
Kassán dolgozott ügyvédként. Egy időben a Kassai Királyi Jogakadémia tanára, majd a város főügyésze lett. 1910-ben a magyar országgyűlés tagjává választották. 1914-1918 között Kassa főpolgármestere volt. 
A csehszlovák hatalomátvétel után a kassai Kazinczy Társaság főtitkára lett. Egyik alapítója volt a Szlovenszkói Magyar Jogpártnak, majd 1925-től a Magyar Nemzeti Párt országos alelnöke lett. 1928-ban tartománygyűlési képviselővé választották.

## Művei
- 1895 A csődtörvény módosítása.
- 1899 A jog köréből (tankönyv)
- 1901 A Kazinczy-kör működésének irodalmi méltatása. In: A Kassai Kazinczy-kör Évkönyve 1898-1901. Kassa, 31-35.